# Rusalka (filme de 1910)
Rusalka é um filme de drama russo de 1910 dirigido por Vasily Goncharov.

## Enredo
O filme é baseado na peça The Water Nymph, de Alexander Pushkin.

## Elenco
- Vasili Stepanov
- Aleksandra Goncharova... Natalya
- Andrey Gromov